# Marie Jules César Savigny
Marie Jules César Savigny, nome completo Marie Jules César Lelorgne de Savigny (Provins, 5 aprile 1777 – Gally, 5 ottobre 1851), è stato un botanico e zoologo francese.
Partecipò alla campagna d'Egitto come naturalista e fu membro dell'Institut d'Égypte.
La sua prima opera fondamentale fu Histoire naturelle et mythologique de l'ibis. del 1805, una miscela riuscita di erudizione classica e di precisione naturalistica e zoologica. Savigny notò che se le mummie di ibis contenevano resti di serpenti, questo fatto significava che gli imbalsamatori seguivano motivazioni diverse da quelle della storia naturale, ma più vicine a quelle mitologiche e religiose.
Negli anni seguenti si impegnò al riordino della collezione raccolta in Egitto, costituita da innumerevoli insetti e crostacei (circa 1 500). La sua prima pubblicazione riguardò comunque le falene e le farfalle, mentre nella memoria successiva si occupò di invertebrati quali i miriapodi, gli aracnidi e i crostacei. Con questi trattati Savigny propose catalogazioni ed omologie rivoluzionarie nel mondo della tassonomia.
Nel 1811 pubblicò una raccolta di 72 pagine intitolata Système des oiseaux de l'Égypte et de la Syrie e nel 1821 divenne membro dell'Accademia francese delle scienze.
Altri studi interessarono gli zoofiti e gli anellidi.
Negli anni in cui era impegnato da intensi studi e ricerche venne colpito da attacchi di una patologia neurologica che nel 1824 gli tolse praticamente la vista. Savigny attribuì questo fatto all'oftalmia che aveva colpito molti partecipanti alla campagna d'Egitto e quindi trascorse gli ultimi decenni di vita avvolto in un velo nero ogni volta che venivano aperte le finestre, a causa della sua impossibilità a sopportare la luce.

## Opere
- Histoire naturelle et mythologique de l'ibis. Allais, Paris 1805.
- Mémoires sur les animaux sans vertèbres. d'Éterville & Dufour, Paris 1816.

| Savigny è l'abbreviazione standard utilizzata per le piante descritte da Marie Jules César Savigny. Consulta l'elenco delle piante assegnate a questo autore dall'IPNI. |

| Savigny è l'abbreviazione standard utilizzata per le specie animali descritte da Marie Jules César Savigny. Categoria:Taxa classificati da Marie Jules César Savigny |